# Ryan McGinley
Ryan McGinley nació el 17 de octubre de 1977 en Ramsey, New Jersey es un fotógrafo y artista estadounidense contemporáneo. Estudió Diseño Gráfico en la Escuela Parsons y actualmente vive en Nueva York.
En 1999 envió a 100 editores y artistas que admiraba, un libro de 50 páginas con sus fotos. El libro se titulaba "The Kids Are Alright" (Los chicos están bien) y consistía en fotos exuberantes y bacanales que retrataban a sus amigos de Nueva York, algunos de ellos también artistas como Dash Snow, Dan Colen y Hannah Liden.
A los 26 años se convirtió en el artista más joven en tener una exposición individual en el Museo Whitney de Nueva York.
Los íntimos retratos de artistas de grafiti, skaters y músicos (la mayoría sus amigos) revelan las subculturas de los jóvenes contemporáneos con una mirada honesta. Se lo ha comparado con Nan Goldin, Wolfgang Tillmans y Larry Clark (en cuyas fotos documentales sobre skaters sale el propio McGinley). 
Para su último trabajo “I Know Where the Summer Goes” (Yo sé dónde va el verano) viajó por Estados Unidos con 16 modelos/amigos y tres asistentes, usando 4000 carretes. De esas 150000 fotos, 50 fueron seleccionadas para este trabajo, que se inspira en la fotografía amateur de revistas nudistas de los 60s.
McGinley hablaba con sus modelos sobre el ambiente que esperaba captar cada día. El itinerario fue planeado para tener una impresionante variedad de fondos naturales y actividades, en ocasiones utilizando fuegos artificiales y máquinas de humo.
La construcción artificial del proyecto permite también que los modelos sean capturados desprevenidos. El resultado son fotografías de jóvenes desnudos, jugando y viviendo en la naturaleza, inocentes pero eróticas, casuales pero calculadas.

## Primeros años
David Ryan McGinley, nacido en Ramsey, Nueva Jersey, es el más joven de ocho niños. Desde muy temprana edad sus compañeros y mentores fueron skaters, grafiteros, músicos y artistas que se consideraban al margen de la sociedad. Se trasladó a la Villa del Este en 1998, y cubrió las paredes de su apartamento con fotos Polaroid de toda persona que lo visitó allí. 
McGinley tuvo su primera exhibición pública en 2000 en 420 West Broadway, en Manhattan, en una apertura de bricolaje. Su primer libro de fotos, "The Kids Are Alright" (2002) (Los niños están bien), fue hecho a mano y distribuido a las personas que respetaba en el mundo del arte y vendido en la feria. Uno de estos libros fue dado a Sylvia Wolf, quien introdujo su obra en las paredes del Museo Whitney de Arte Americano.
"Los patinadores, músicos, artistas del graffiti y los gais en los primeros trabajos del Sr. McGinley saben lo que significa ser fotografiado", dijo Sylvia Wolf, la ex curadora de fotografía en el Whitney, que organizó su show allí. "Sus temas son realizados para la cámara y la exploración de sí mismo con una aguda conciencia que lo hace decididamente contemporáneo. Ellos son conocedores de la cultura visual, muy conscientes de cómo la identidad no puede ser comunicada sino creada".
"La gente se enamora con el trabajo McGinley porque cuenta una historia sobre la liberación y el hedonismo: Dónde Goldin y Larry Clark estaban diciendo algo doloroso y la ansiedad producida acerca de los niños y lo que sucede cuando se consumen drogas y tienen relaciones sexuales en un submundo urbano sin gobierno, hizo que McGinley anunciara en "The Kids Are Alright", fantástica, real, sugiriendo que una subcultura alegre, sin restricciones estaba a la vuelta de la esquina, si usted sabe dónde buscarla".
Ryan McGinley ha sido amigo de largo tiempo con su compañero el centro de artistas Dan Colen y el último tablero de la nieve. "Creo que se obsesiona con la gente, y realmente me sentí fascinado por Dash", dice McGinley, que comparte un loft de Chinatown a pocas cuadras de distancia del apartamento de nieve con Dan Colen, quien McGinley ha conocido desde que eran skaters adolescentes en Nueva Jersey.
Desde 2004, el estilo de Ryan McGinley ha evolucionado de documentar sus amigos en situaciones de la vida real hacia la creación de entornos en los que las situaciones que imagina pueden ser documentadas. McGinley usa una película de 35 mm y hace sus fotografías usando la Yashica T4 y la Leica R8. McGinley ha inspirado gran parte de la película de Terrence Malick, "Días del cielo", y al igual que sus primeras obras estas imágenes fueron documentales. Fue una mosca en la pared. Pero entonces empezó a dirigir las actividades, a fotografiar sus súbditos en un modo de cine-verité. "Llegué al punto en que no podía esperar a que las imágenes se hicieran, no habría una oportunidad más" dijo. "Yo estaba perdiendo el tiempo, y así empecé a hacer fotos. El límite entre lo creado y lo real no tiene esa fina línea".
En los últimos años, las fotografías de Ryan McGinley se han expuesto en galerías y museos. Tuvo exposiciones individuales en el MoMA PS1 en Nueva York (2004), en España en el MUSAC de León (2005), y aparece en las colecciones públicas en el Museo Guggenheim, Nueva York, el San Francisco Museum of Modern Art y el Museo Whitney de Arte Americano en Nueva York.
En 2007 exhibió "Regulares irregular", en Team Gallery en SoHo. "McGinley fue en un viaje de dos años a decenas de conciertos de Morrissey en los Estados Unidos, el Reino Unido y México. Las fotos resultantes, muchos de las cuales están densamente saturadas en las luces de los conciertos, de color, de función de tiros sinceros de los aficionados, al regular el zoom para seducir con los primeros planos de los jóvenes enamorados, una celebración del culto de éxtasis de la fama y sus facilitadores ardiente." 
En 2008 expuso, "I know where the summer goes" (Yo sé dónde va el verano), también en el equipo de la Galería. "Pero su tema favorito sigue siendo los jóvenes, ya que su exhibición de 2008,"I Know Where the summer goes", es prueba de ello. En esa colección la compañía McGinley viaja por el país haciendo fotografías de jóvenes a veces vestidos y con frecuencia no, mientras saltan vallas, cuando están en un desierto y también cuando juegan en un árbol.
Fue en el otoño de 2009 que mostró 24 nuevas fotografías en la galería Alison Jacques en Londres. Ryan McGinley está representado por José Freire en Team Gallery en Nueva York, Chris Pérez en 3 Gallery en San Francisco, Jaques Alison en Londres y gestionado comercialmente por Shea Spencer en las Comisiones del artista.

## Estudios
2000
B.F.A. (Bachelor of Fine Arts) en Diseño Gráfico, Parsons School of Design, New York, NY

## Fotografía
EVERYBODY KNOWS THIS IS NOWHERE https://web.archive.org/web/20100819112329/http://www.ryanmcginley.com/Everybody_Knows_This_Is_Nowhere 

MOONMILK https://web.archive.org/web/20100811192219/http://www.ryanmcginley.com/moonmilk 

PHOTOGRAPHS https://web.archive.org/web/20100812095008/http://www.ryanmcginley.com/photographs 

IRREGULAR REGULARS https://web.archive.org/web/20101129025611/http://ryanmcginley.com/irregular_regulars

## Página oficial
RYAN MCGILNEY http://ryanmcginley.com/

## Videos
ENTRANCE ROMANCE

http://www.youtube.com/watch?v=XX8ibFrXxgI&feature=related

M.I.A. Ryan McGinley New York Times

http://www.youtube.com/watch?v=vQ1H-mzXfgk&feature=related

## Citas
De la entrevista con Ana Finel Honigman (): 
“Mis fotografías son mi vida de fantasía.”
“Yo soy el jefe. Organizó el viaje, pago la gasolina, la comida y los hoteles. Escribo los cheques y cuando nos detienen por estar desnudos, soy yo quien levanta la mano y dice: ‘Esto es todo culpa mia’.”